# Революция на карамфилите
Революцията на карамфилите (на португалски: Revolução dos Cravos) е военен преврат в Лисабон, Португалия, извършен на 25 април 1974 г. с цел свалянето на режима на Новата държава (Estado Nuovo). Революцията започва като военен преврат организиран от Движението на въоръжените сили, съставено от военни офицери, които се противопоставят на режима, но скоро след това движението се съчетава с непредвидена и популярна кампания на гражданска съпротива. Това движение води до падането на Новата държава и отнемането от Португалия на нейните африкански колонии и Източен Тимор.
Превратът е насочен срещу наследника на диктатора Антонио Салазар - Марсело Каетано, и фашисткия характер на управлението. Начело на хунтата застават майор Отелу ди Карвалю генерал Антонио де Спинола, а премиер след преврата става Вашко дос Гонсалес. Превратът е наблюдаван безучастно от Испания, където вече се подготвя смяна на властта на генерал Франко с демократично управление. През 1985 г., непосредствено след тази революция, начело на португалското правителство на хунтата застава обявения за технократ и демократ Анибал Каваку Силва, завършил икономика в Йоркския университет.
Названието на революцията произхожда от нейния символ – карамфила, тъй като в дулата на оръжията на участващите войници са били поставени карамфили и превратът приключва без жертви. Португалците празнуват Деня на свободата на 25 април всяка година.